# Inocențiu Micu Görögkatolikus Teológiai Líceum
A kolozsvári Inocențiu Micu Görögkatolikus Teológiai Líceum a város egyik viszonylag fiatal középiskolája. A Monostori út (Calea Motilor) 24. szám alatt, az úgynevezett Zeyk-házban található. A neoklasszicista épületet Teleki József özvegye, Teleki Zsófia építtette, és 1832-ben fejezték be. A ház vejéről, Zeyk Józsefről kapta a nevét. 

## Története
Romániában a görögkatolikus egyházi oktatás kezdetei a 18. századig nyúlnak vissza. A balázsfalvi iskola, a nagyváradi szeminárium, illetve a szamosújvári felekezeti iskola jelentette az alapot. A 20. században dr. Iuliu Hossu püspök erőfeszítési nyomán 1945. október 29-én alakult meg az Inochentie Micu Klein teológiai líceum, de csak 1948-ig tudott működni a Király (I. C. Brătianu) utcában, a Zeneakadémia jelenlegi épületében. 1992-ben indult újra. Többszöri költözés után végül 2012-ben a Mócok útja 24–26. szám alatt, a Kolozsvár-Szamosújvári görögkatolikus püspökség épületének udvarán új iskolaépület építését kezdték el.